# 박찬민
박찬민(朴璨民, 1974년 6월 24일 ~ )은 대한민국의 방송인이다.

## 경력
- 2000년 ~ 2021년 : SBS 공채 아나운서
- SBS 콘텐츠전략본부 아나운서팀 차장대우
- SBS 콘텐츠전략본부 아나운서팀 차장
- 2023년 ~ : 스타잇엔터테인먼트

## 학력
- 서울압구정초등학교 졸업
- 압구정중학교 졸업
- 휘문고등학교 졸업
- 연세대학교 원주캠퍼스 행정학과 학사

## 생애
2000년 SBS 공채 8기 아나운서로 입사했다. 2002년 《일요특집 생방송 모닝와이드》·《스타 GoGo》, 2003년 《미소가 있는 TV》, 2002년 《오! 열풍 코리아》등을 진행하였다. 2007년에는 《백세 건강시대》를 맡았고, 2002년부터 2010년까지《생방송 브라보 나눔로또》 MC를 맡았다.2010년부터 《생방송 브라보 나눔로또》를 김환 아나운서에게 자리를 넘겨 주기 전까지 매주 토요일《SBS 8 뉴스》와《SBS 스포츠뉴스》종료 후마다 방송하는 로또추첨방송을 맡았고, 이후 2016년 8월 27일에 김환 아나운서가 물러난 뒤 같은 해 9월 3일에 《생방송 브라보 나눔로또》의 추첨방송을 진행자로 다시 복귀하였다.
롯데 자이언츠의 팬인 그는 야구 캐스터가 하고 싶어 아나운서에 지원했다고 한다. 로또 진행을 맡았던 그는 400억 원에 당첨되면 롯데의 연고지인 부산에 돔 구장을 짓고 싶다는 소망을 밝혔다.
2001년 9월에 결혼하여 슬하에 3녀 1남을두고 있다.
오랫 동안 SBS 아나운서를 활동했으며, 2021년 10월 31일 퇴사하였으며, 프리랜서 아나운서를 선언하였다.

## 가족 관계
- 배우자 : 김진
  - 딸 : 박민진[3](장녀, 2002년생), 박민형(차녀, 2003년생), 박민하[4](셋째딸, 2007년생), 박민유(막내아들, 2016년생)

## 출연 작품

### 뉴스
- 《금요일 SBS 5 뉴스》 (SBS)

### 예능
- 《스타주니어쇼 붕어빵》 (SBS)
- 《꾸러기 탐구생활》 (SBS) - 내레이션
- 《슈퍼 DNA - 피는 못 속여》 (채널A)

### 시사/교양
- 《생방송 브라보 나눔로또》 (SBS)
- 《오! 열풍 코리아》 (SBS)
- 《일요특집 생방송 모닝와이드》 (SBS)
- 《백세건강 스페셜》 (SBS)
- 《좋은 아침》 (SBS)
- 《스타다큐 마이웨이》 (TV조선)

### 드라마
- 《딴따라》 (SBS)
- 《초인가족 2017》 (SBS) - 뉴스 앵커 역
- 《조작》 (SBS)
- 《황후의 품격》 (SBS) - 뉴스 앵커 역 (특별출연)